# Подклёнье (Могилёвская область)
Подклёнье (бел. Падклённе) — деревня в составе Холстовского сельсовета Быховского района Могилёвской области Белоруссии.

## Население
- 2010 год — 32 человека